# John Cunnison Catford
John Cunnison „Ian“ Catford (* 26. März 1917 in Edinburgh, Schottland; † 6. Oktober 2009 in Seattle, Washington, USA) war ein bedeutender schottischer Linguist und Phonetiker.

## Leben
Catford hatte schon in jungen Jahren das Talent, phonetische Besonderheiten exakt zu imitieren, und entwickelte so bereits als Schüler eine Leidenschaft für die Phonetik. Im Alter von 17 Jahren begann er, als Phonetiker, Linguist und Hörspielsprecher für die BBC zu arbeiten. Im Rahmen seines Hochschulstudiums an der Universität Edinburgh absolvierte er ein akademisches Jahr in Paris, wo er ein Diplom des Institut de Phonétique erhielt.
Während des Zweiten Weltkriegs unterrichtete er Englisch in Griechenland, Ägypten und Palästina. 1952 kehrte er zurück an die Universität Edinburgh und widmete sich im Rahmen der Survey of Scotland der kartographischen Erfassung schottischer Dialekte.
Im Jahr 1956 gründete er die Edinburgh University School of Applied Linguistics und wurde deren Leiter. Die Schule war weltweit die erste Institution, die sich auf die praktische Anwendung linguistischer Theorien konzentrierte.
1964 folgte er einem Ruf an die Universität Michigan und wurde dort Professor für Linguistik und Leiter des Instituts für englische Sprache. Neben Angewandter Linguistik lehrte er hier auch Phonetik und Phonologie, Translatologie und historisch-vergleichende Linguistik.
Nach seinem Eintritt in den Ruhestand im Jahr 1985 war er weiterhin als Gastprofessor an der Universität Istanbul, der Hebräischen Universität Jerusalem sowie der University of California in Los Angeles aktiv.
Von 1988 bis 1993 arbeitete er als leitender Redakteur für Übersetzungswissenschaften an der Encyclopedia of language and linguistics.

## Forschungsschwerpunkte
- phonetische Taxonomie
- aerodynamische Phonetik
- Phonationstypen
- schottische Dialektologie
- kaukasische Phonetik
- Angewandte Linguistik
- Übersetzungstheorie[2]

## Publikationen
- On the classification of stop consonants. In: Le Maître Phonétique. 1–3/1939, Nr. 65 International Phonetics Association, Paris 1939.
- Vowel systems of Scots dialects. In: Transactions of the Philological Society. 1957, S. 107–117.
- Phonation types. In: D. Abercrombie u. a. (Hrsg.): In honour of Daniel Jones. Longmans, 1964, ISBN 5-7325-0280-7, S. 26–37.
- A linguistic theory of translation. Oxford University Press, London 1965, ISBN 0-19-437018-6.
- The Articulatory possibilities of man. In: B. Malmberg (Hrsg.): Manual of Phonetics. North Holland Publishing, Amsterdam 1968, ISBN 0-7204-6029-8.
- Ergativity in Caucasian Languages. In: Actes du 6e Congrès de l’association linguistique du nord-est. Université de Montréal, Montréal 1976, S. 1–57.
- Fundamental problems in phonetics. Edinburgh University Press, Edinburgh 1977.
- Observations on the recent history of vowel classification. In: R. E. Asher, E. J. A. Henderson (Hrsg.): Towards a history of phonetics. Edinburgh Press, Edinburgh 1981, ISBN 0-85224-450-9.
- Marking and frequency in the English verb. In: Language form and linguistic variation. (= current issues in linguistic theory; Band 15, Hrsg. E. F. K. Koerner). Benjamins, Amsterdam 1982, S. 11–27.
- Notes on the phonetics of Nias. In: R. McGinn (Hrsg.): Studies in Austronesian linguistics. Ohio University Press, Athen 1988, S. 151–172.
- A practical introduction to phonetics. Clarendon Press, Oxford 1988, ISBN 0-19-824217-4.
- Functional load and diachronic phonology. In: Y. Tobin (Hrsg.): The Prague School and its legacy. Benjamins, Amsterdam 1988, ISBN 90-272-1532-4, S. 3–19.
- The classification of Caucasian languages. In: S. Lamb u. a. (Hrsg.): Sprung from some common source. Stanford University Press, Stanford 1991, ISBN 0-8047-1897-0, S. 232–268.
- Caucasian phonetics and general phonetics. In: C. Paris (Hrsg.): Caucasologie et mythologie comparé. Actes colloque international du CNRS, IVe Colloque de Caucasologie. Peeters, Paris 1992, ISBN 2-87723-042-2, S. 193–216.
- Sixty years in linguistics. In: E. F. K. Koerner (Hrsg.): First person singular III, autobiographies by North American scholars in the language science. Benjamins, Amsterdam 1998, ISBN 1-55619-632-6, S. 3–38.